# Lino Henrique Bento de Sousa
Lino Henriques Bento de Sousa (Lobão, Santa Maria da Feira, 19 de Novembro de 1857 – Porto, 13 de Abril de 1921), primeiro e único visconde e conde de Santiago de Lobão, foi um emigrante português no Brasil onde alcançou grande fortuna na gestão de uma casa comercial. Foi um grande benemérito no Brasil e, após o seu regresso a Portugal, foi um grande investidor e benemérito na sua região natal, merecendo por isso a elevação a visconde e depois a conde.

## Biografia
Lino Henriques Bento de Sousa nasceu no lugar de São Martinho, freguesia de Lobão, filho de António Francisco Henriques e de Ana Ferreira Pais. De origens humildes, enriqueceu durante uma carreira comercial em Santos, no Brasil. Com a sua avultada fortuna, distinguiu-se pela sua acção benemerente no Brasil e em Portugal.
Construiu a suas expensas um edifício escolar em Lobão (Escola dos Condes de São Tiago de Lobão, imóvel construído em 1911) e restaurou a Igreja Matriz de Oliveira de Azeméis, num projecto liderado por Bento Carqueja.
Casou com Maria Albertina Saraiva de Sousa, que morreu no Porto em 1948, sem que do casamento houvesse filhos. Instalou-se no Porto, num elegante chalé da Avenida da Boavista, esquina com a rua de Belos Ares, que chegou a ter sala de teatro particular. A família construiu um sumptuoso jazigo no Cemitério de Agramonte, onde está sepultado.
O Conde de Santiago de Lobão é lembrado na toponímia de Oliveira de Azeméis e de Vilar do Paraíso (Gaia).

## Títulos e honrarias
- Feito Visconde de Santiago de Lobão por decreto de 10 de Março de 1906, do rei D. Carlos I de Portugal[3].
- Feito Conde de Santiago de Lobão por decreto de 22 de Fevereiro de 1908, do rei D. Manuel II de Portugal[4].